# Wiek

Wieks läge i guvernementet Estland.

Wiek (estniska: Läänemaa) är ett historiskt landskap i Estland och en krets i det forna ryska guvernementet Estland. Huvudort var Hapsal. Det motsvarar de nuvarande landskapen Läänemaa (Wiek) och Dagö samt den västligaste delen av Raplamaa och en liten del av Pärnumaa.
Området lydde efter Estlands kristnande på 1200-talet under Biskopsdömet Ösel-Wiek samt Svärdsriddarorden och dess efterföljare Livländska orden.

## Socknar
- Emmaste socken
- Hanila socken
- Karuse socken
- Kirbla socken
- Kullamaa socken
- Käina socken
- Lihula socken
- Lääne-Nigula socken
- Martna socken
- Mihkli socken (del av)
- Märjamaa socken
- Nuckö socken
- Ormsö socken
- Pühalepa socken
- Röicks socken
- Ridala socken
- Varbla socken
- Vigala socken